# فابيو أولوا
فابيو أولوا (بالإسبانية: Fabio Ulloa)‏ هو لاعب كرة قدم هندوراسي في مركزي قلب الدفاع والدفاع، ولد في 20 أغسطس 1976 في Tela ‏ في هندوراس. شارك مع منتخب هندوراس تحت 20 سنة لكرة القدم ومنتخب هندوراس لكرة القدم. أما مع النوادي، فقد لعب مع نادي أكويلا ونادي فيكتوريا.

## وصلات خارجية
- فابيو أولوا على موقع الاتحاد الدولي (مؤرشف)  (الإنجليزية)
- فابيو أولوا على موقع قاعدة بيانات كرة القدم.إي يو (الإنجليزية)
- فابيو أولوا على موقع ناشيونال فوتبول تيمز (الإنجليزية)
- فابيو أولوا على موقع عالم كرة القدم.نت (الإنجليزية)